# توراپیتیا
توراپیتیا (به لاتین: Torapitiya) یک منطقهٔ مسکونی در سری‌لانکا است که در استان مرکزی (سری‌لانکا) واقع شده‌است.